# خسروخان گرجی
آندره قایتامازیانتس معروف به خسروخان گرجی، زادهٔ ۸۶–۱۷۸۵ در تفلیس - درگذشته ۲۷ ژوئیه ۱۸۵۷ در تهران) یک خواجه بانفوذ در دوره قاجار از دوره فتحعلی شاه تا ناصرالدین شاه قاجار بود.

## زندگی‌نامه
او در تفلیس به دنیا آمد، در جوانی ربوده و به ایران آورده شد. بنا بر گفته جیکاب ادوارد پولاک، خسرو خان تا سن شانزده سالگی مسیحی ماند. در واقع، اسم واقعی او آندره قایتمازئانس بود و او پسر یک کشیش در تفلیس بود.
او در عملیات نظامی ژنرال روسی پاول سیسیانف به عنوان عضوی از ارتش داوطلب گرجی به رهبری شاهزاده ایوانه اوربلیانی شرکت کرد ولی در تابستان ۱۸۰۴ در نزدیکی دژ ایروان به اسارت نیروهای قاجار درآمد. پس از آن او خواجه شد. در ربیع‌الاول ۱۲۳۰/۲۳ فوریه ۱۸۱۵ او به عنوان حکمران به ایالت گیلان فرستاده شد. او در آنجا ساختمانهای خوب بسیاری ساخت، از جمله پارک و کاخ توپخانه، فانوس دریایی بندر انزلی، و پل‌های «چماسرا» و «سلیمان‌داراب». او نسبت به طبقات پایین جامعه بخشنده بود ولی با رهبران محلی مقابله می‌کرد. در رمضان ۱۲۳۴ پس از شورشی محلی در ارتباط با فروش روستاهای لشت نشا از مسئولیت اش برکنار شد. در ۱۲۳۸ او سپاه بختیاری را برای فتح مندلیج در نزدیکی مرز ایران-عثمانی هدایت کرد. در ۱۸۲۴ پس از مرگ یوسف خان گرجی خسروخان جای او را به عنوان وزیر محمدمیرزا سیف الدوله پسر فتحعلی شاه، حکمران اصفهان گرفت.
او در سال ۱۲۶۳ حکومت کردستان و متناوباً حکومت یزد و قزوین را عهده‌دار بوده، و از نظر جسمی ممتاز و از وی داستان‌ها و ماجراها بر زبان هاست.